# Ovidiu Bojor
Ovidiu Bojor (n. 1 noiembrie 1924, Reghin, Mureș, România – d. 14 februarie 2023) a fost un fitoterapeut român, doctor farmacist, membru de onoare al Academiei de Științe Medicale. Este deținător al titlului de Senior Honoris Causa, brevet acordat de către Forumul Președinților Patronatelor din România și Diploma de Merit Academic, acordată de președintele Academiei Române. Ovidiu Bojor este un renumit farmacist și deopotrivă fondator al fitoterapiei moderne în România.

## Biografie
- 1952-1954- Cercetător Științific la Institutul pentru Controlul Medicamentelor și Cercetării Farmaceutice București;
- 1978 secretar științific, expert ONUDI;
- consilier științific la Centrul  de Biotehnologie București. Domenii de cercetare : botanică farmaceutică, farmacognozie, fitochimie și medicină tradițională; 
- Explorarea timp de 25 de ani a florei medicinale din Munții Carpați; 
- Explorarea în 4 misiuni succesive ONU 1978-1985 a florei din Himalaya și stabilirea limitei superioare de existență vegetală la cota 5500 m altitudine.
- a integrat medicina tradițională românească  și străinătate în măsuri generale pentru ocrotirea sănătății elaborate de OMS, fiind citat în numeroase lucrări de specialitate.
- Expert internațional desfășoară numeroase  activități științifice și tehnice  în țări precum Africa și Asia.
- Publică atât în țară cât și în străinătate  peste 1000 de studii și articole.
- Autor a peste 40 de brevete de invenții;
- Peste 25 de lucrări științifice  sub formă de tratate, cărți de informare generală în 6 reviste  de informare în domeniul medicinei și terapiei naturiste. 
- I se acordă  Medalia de Aur pentru produsul INSUVEG.
- Diploma de onoare  în Societatea  de Științe Medicale din România 1976;
- Membru în Societatea de Geografie din USA;
- Membru în Societatea Balcanică de Medicină;
- Membru în Societatea de Medicină Islamică.
- Diploma de onoare  în Societatea  de Științe Medicale din România 1976;
- Membru în Societatea de Geografie din USA;
- Membru în Societatea Balcanică de Medicină;
- Membru în Societatea de Medicină Islamică.

## Cărți publicate
- Produse farmaceutice românești, Editura Medicală, București 1964, 1970;
- Pledoarie pentru viață lungă, Editura Paco, București, 1989;
- Medicinal Plant Industry, CRC Press Inc, 1991;
- Plantele în elixirele dragostei, Editura Ceres, București, 1993[5]
- Sănătate prin semințe, legume și fructe . Pledoarie pentru viată lunga, Editura Fiat Lux, ISBN 973-9250-85-8.
- Plante si miresme biblice, Editura Fiat Lux, ISBN 973-9250-87-0. Autori: Ovidiu Bojor , Raducanu Dumitru.
- Iubire, dragoste, sexualitate, Ed. PACO, 2009, ISBN 606-8006-21-5. Autori: Ovidiu Bojor , Octavian Popescu.
- Compendiu de terapie naturala: nutriție, fitoterapie, cosmetica, Ed. MEDICALA, 2009, ISBN 973-39-0670-4. Autori: Gheorghe Mencinicopschi, Ovidiu Bojor, Larisa Ionescu-Călinești.
- Afecțiunile aparatului respirator. Terapii complementare , Editura Fiat Lux, 2004, ISBN 973-9250-83-1 [6]
- Fitoterapie tradițională și modernă, Ed. Fiat Lux, 2004, ISBN 973-9250-89-4.
- Ghidul plantelor medicinale și aromatice de la A la Z, Editura Fiat Lux, 2004
- Ghidul plantelor medicinale de la A la Z, Editura Ulpia Traiana, București 1999, ISBN 973-99288-0-3
- Pledoarie pentru viață sănătoasă, Editura Dharana, București 2018, ISBN 978-973-8975-96-5

### Interviuri
- Interviu[nefuncțională]
- Interviuri de Cleopatra Lorințiu cu Ovidiu Bojor, ”Un om al înălțimilor” 1994 și « Farmec de Bojor »1997
- Ovidiu Bojor - "Eu nu concep noțiunea de bătrânețe. Sunt veșnic tânăr!", Dia Radu, Formula AS - anul 2008, numărul 802
- Despre dragoste cu OVIDIU BOJOR, Dia Radu, Formula AS - anul 2011, numărul 988

### Înregistrări video
- Medicina dacilor -- Acad. prof. univ. dr. Ovidiu Bojor cu Daniel Roxin
- Emisiune Gheorghe Mencinicopschi, data 21 aprilie 2013
- Secretele longevității și detoxifierea organismului -- Interviu realizat la 30 iulie 2011
- Un părinte al fitoterapiei, între minus și plus infinit - Ovidiu Bojor Arhivat în 20 ianuarie 2019, la Wayback Machine., (USH - Matei Georgescu)